# Helleristningerne ved Møllerstufossen
Helleristningerne ved Møllerstufossen er et helleristningsfelt ved Nord-Sinni i Nordre Land kommune i Oppland fylke i Norge. Feltet dækker omkring 20 m², og alle ristningerne bortset fra én forestiller elg. Den største af figurerne er omtrent 90 cm lang. Ristningerne er blevet malet op af kulturmindemyndighederne og er nemme at se.